# Thlaspi rosulare
Thlaspi rosulare là một loài thực vật có hoa trong họ Cải. Loài này được Boiss. & Balansa miêu tả khoa học đầu tiên năm 1856.